# 재발주
재발주(Start again)는 발주가 정상적이 아닐 때 다시 발주시키는 것이다. 발주가 불성립되었을 경우, 1회에 한해 재발주를 시행한다.
재발주는 말의 체력회복, 경마팬의 마권교환시간을 고려해 당초 발주시각의 약 15분 후에 이루어진다. 재발주가 다시 발주 불성립으로 선언되면 해당 경주는 경주불성립이 되어 구입한 마권금액은 환불 조치된다.